# 硼烷

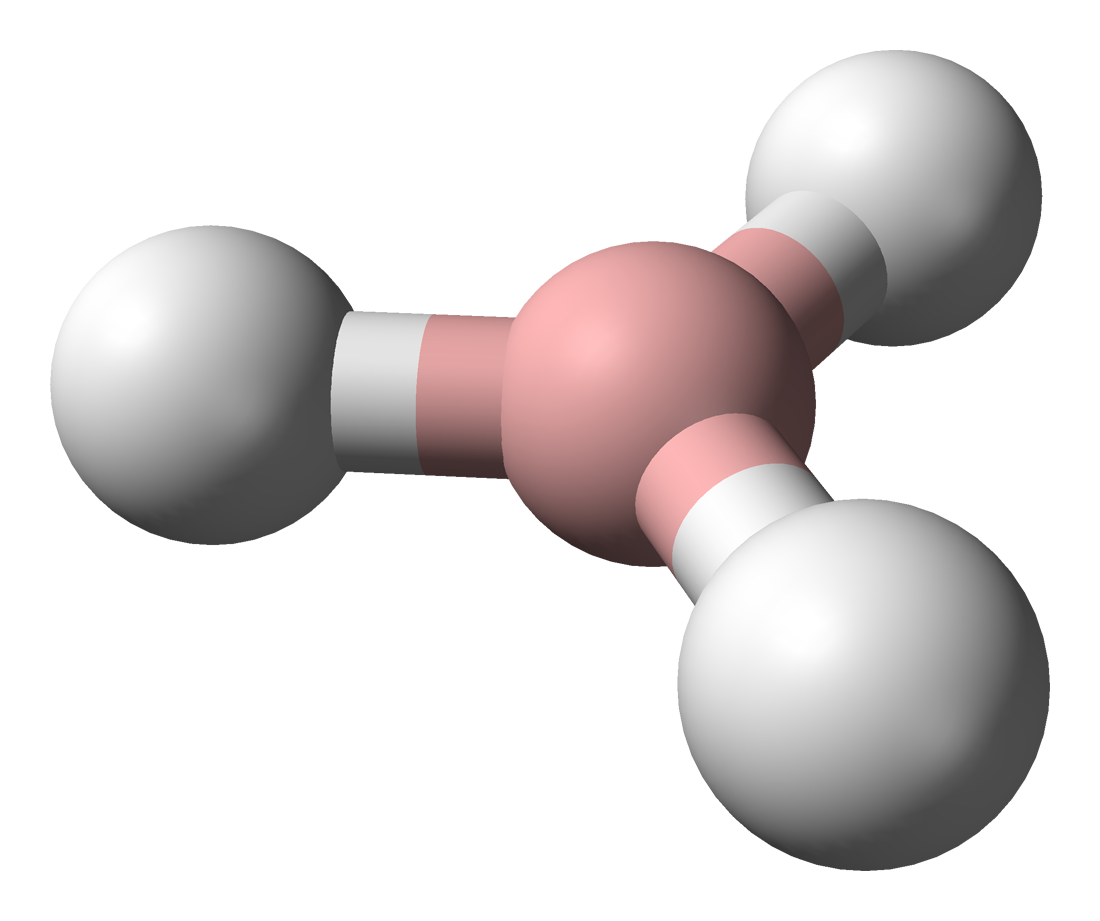
甲硼烷的球棍模型

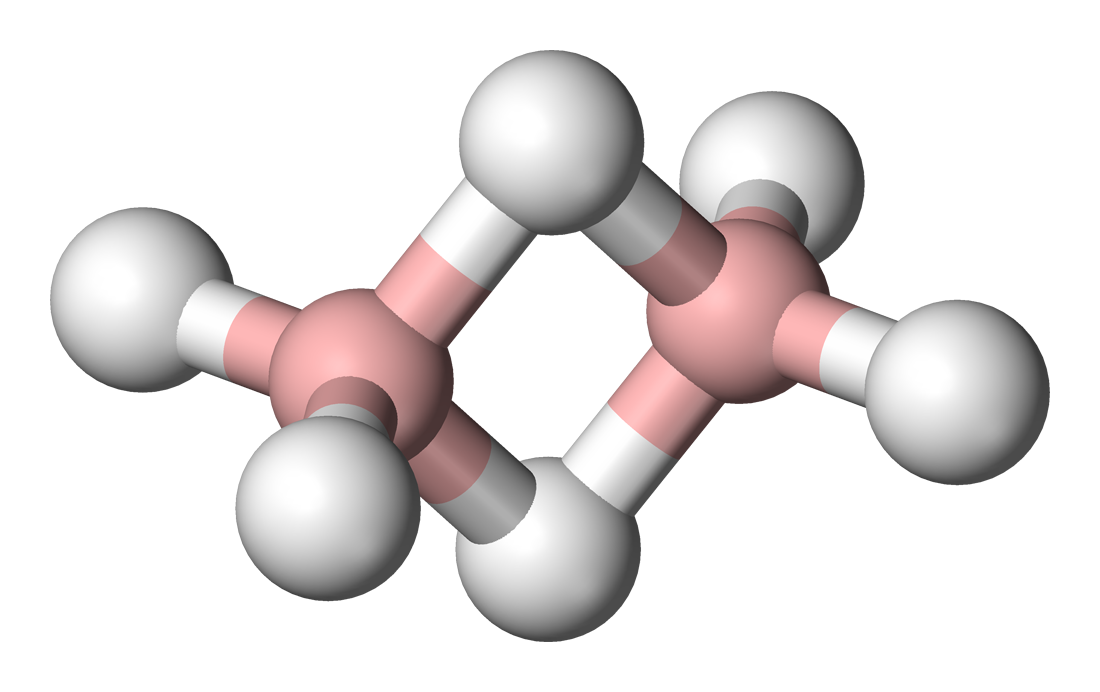
甲硼烷二聚生成乙硼烷

硼烷（Borane）即硼氢化合物，因其物理性质类似于烷烃，故称之为硼烷。在已知的20多种中性硼烷中，最简单的是乙硼烷 B2H6。甲硼烷只在气态状态中发现。
按照硼氢个数比，中性硼烷一般可分为 BnHn+4 类（少氢硼烷）和 BnHn+6 类（多氢硼烷）。此外还有大量的硼烷阴离子：
1. BnHn2− 类，如 B12H122−。为完整硼原子多面体闭合结构，成键类似于相应中性硼烷分子。
2. 由中性硼烷通过脱质子或与 H− 加成形成的阴离子，如 BH4−。
3. 由连接的氢化硼单元衍生出的阴离子，如 B18H21−。

## 通式
母体硼烷（即沒有取代基）有下列的通式，n是硼原子數：
| 類型                     | 通式   | 附註                                 |
| ------------------------ | ------ | ------------------------------------ |
| 闭式-／笼式-（closo-）   | BnHn2− |                                      |
| 巢式-（nido-）           | BnHn+4 |                                      |
| 网式-（arachno-）        | BnHn+6 |                                      |
| 敞网式-／叶式-（hypho-） | BnHn+8 | 只合成了相关的加合物                 |
| 联式-（conjuncto-）      |        | 两个或两个以上简单结构单元相连的硼烷 |

还有一类hypercloso-硼烷，母体的通式为BnHn。现在已合成出一些较为稳定的取代中性hypercloso-硼烷，例如B12(OCH2Ph)12（B12H12的衍生物）。

## 命名規則
電中性硼烷的命名類似有機烷烴，但必須在其後使用括號附註氫原子的數量：
- B5H9 戊硼烷(9)
- B6H12 己硼烷(12)

在命名硼烷阴离子时，应在母体后的括号内注明阴离子的电荷。必要时，可将氢原子数于结构类型前注明。
- B5H8− 八氢合戊硼烷根(1−)

对于较为复杂的硼烷，需要用前缀表明硼烷的结构类型：
- B5H9 巢式-戊硼烷(9)
- B4H10 网式-丁硼烷(10)
- B6H62− 六氢合-闭式-己硼烷根(2−)

一些较为常见的硼烷也有俗名。

## 成键
硼烷中常出现五种类型的化学键，其中有包括氢桥键，硼桥键和闭合式硼键的三种缺电子的三中心二电子键和两种一般的化学键——硼氢键 B-H、硼硼键 B-B。在癸硼烷(14) B10H14 中涉及到这五种键型。
例如，乙硼烷中三中心二电子的氢桥键的具体成键情况是：
每个硼原子均采取 sp3 杂化，4个杂化轨道中有3个单电子轨道和一个空轨道。上方氢原子的有1个电子的 1s 轨道与两个硼原子的共含1个电子的两个 sp3 杂化轨道三者互相成键。这种键称为三中心二电子键，同时由于其类似一座桥，故称为氢桥键。
1976年，威廉·利普斯科姆因為硼烷結構的研究得到諾貝爾化學獎。

## 分子结构
在1970年代早期，科学家发现硼烷的几何構形存在某些共同点，这些硼原子簇多数都为完整的三角多面体（deltahedron）及缺少一个或多个顶点的三角多面体结构。已發現的三角形多面體包括：
| 三角形多面体     | 顶点数 |
| ---------------- | ------ |
| 三角雙錐         | 5      |
| 八面體           | 6      |
| 五角雙錐         | 7      |
| 變形雙五角錐     | 8      |
| 三帽三角棱柱     | 9      |
| 双帽四方反棱柱体 | 10     |
| 十八面體         | 11     |
| 二十面體         | 12     |

一些硼烷的结构：

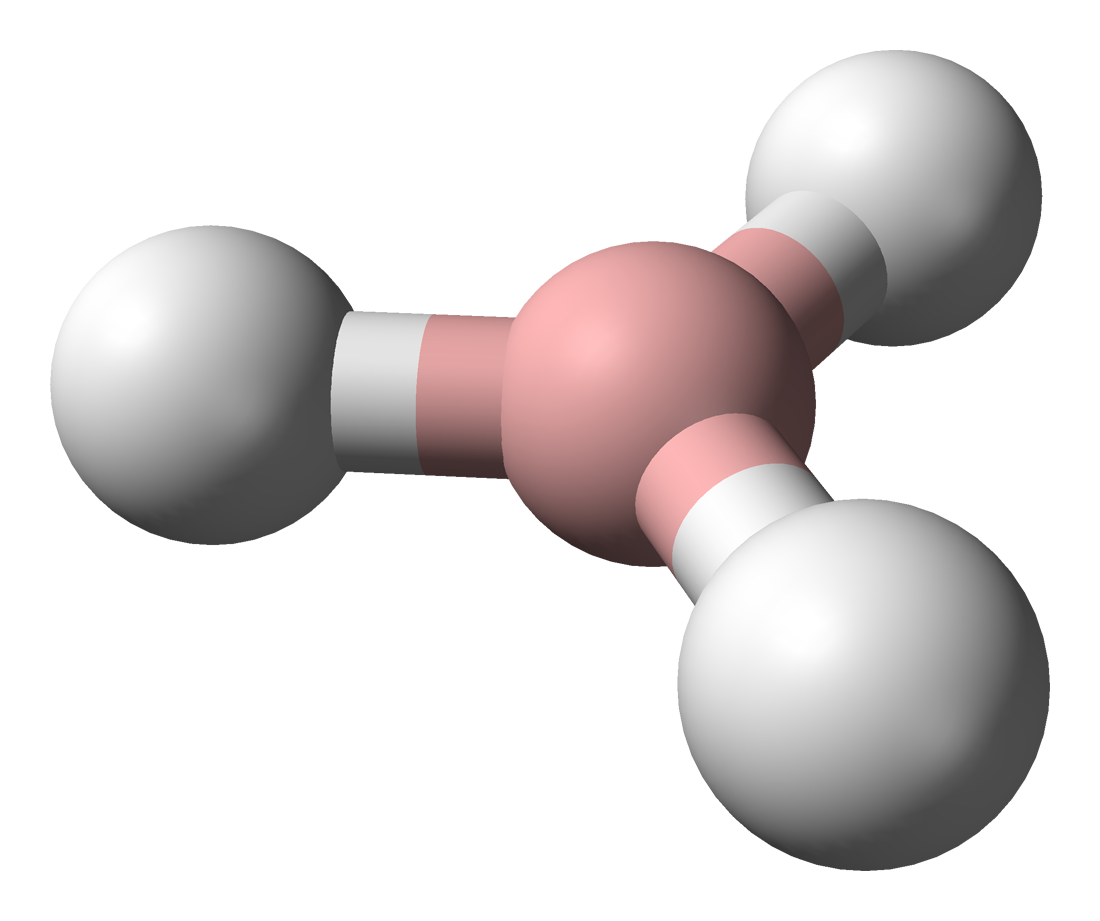
甲硼烷 BH3
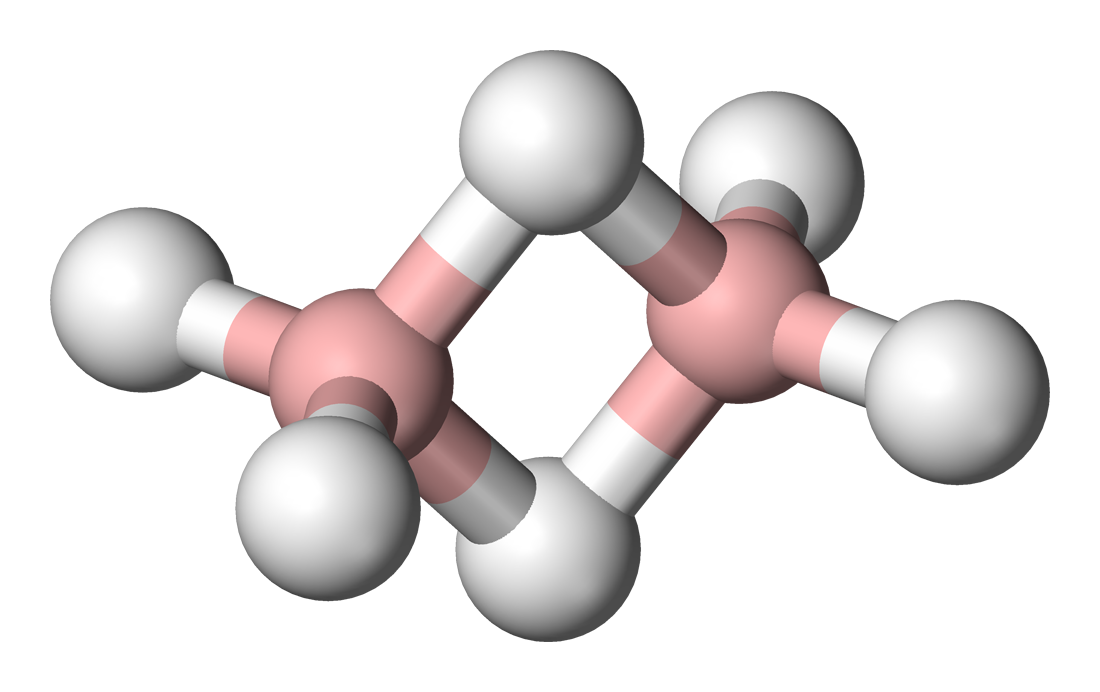
乙硼烷 B2H6
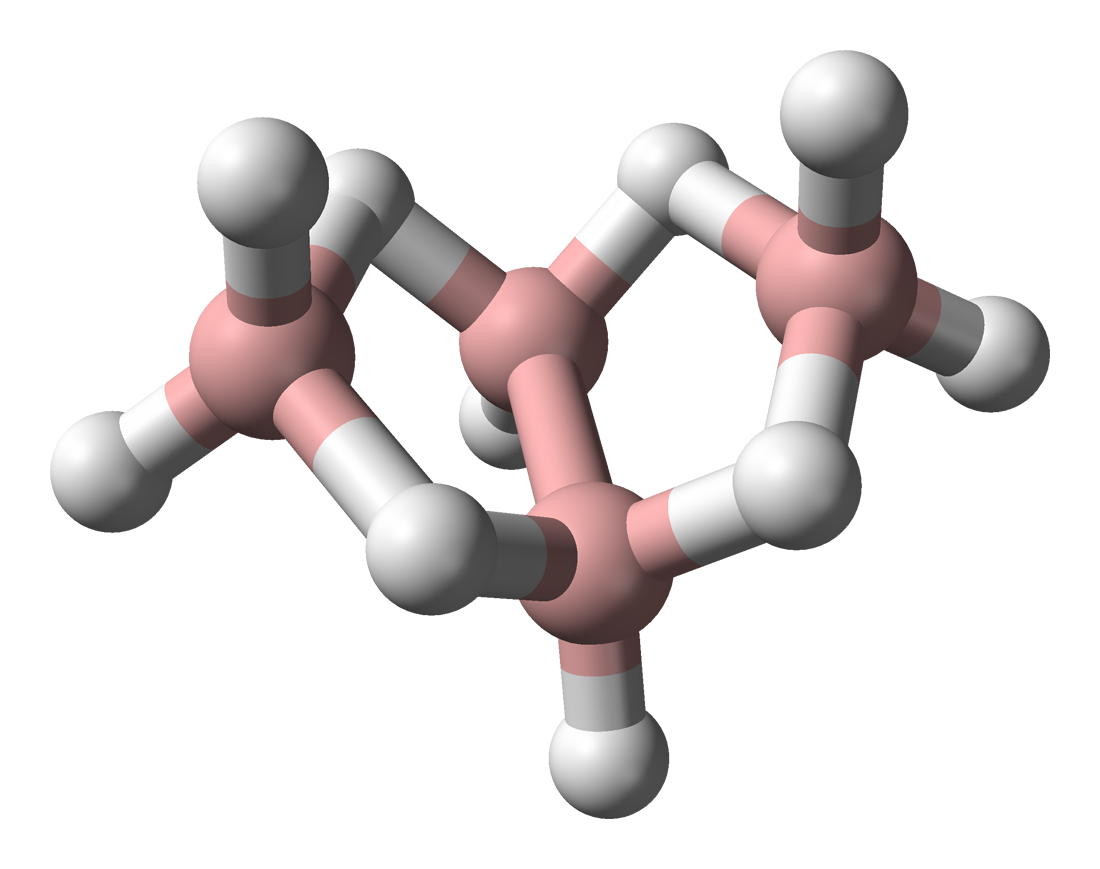
丁硼烷 B4H10
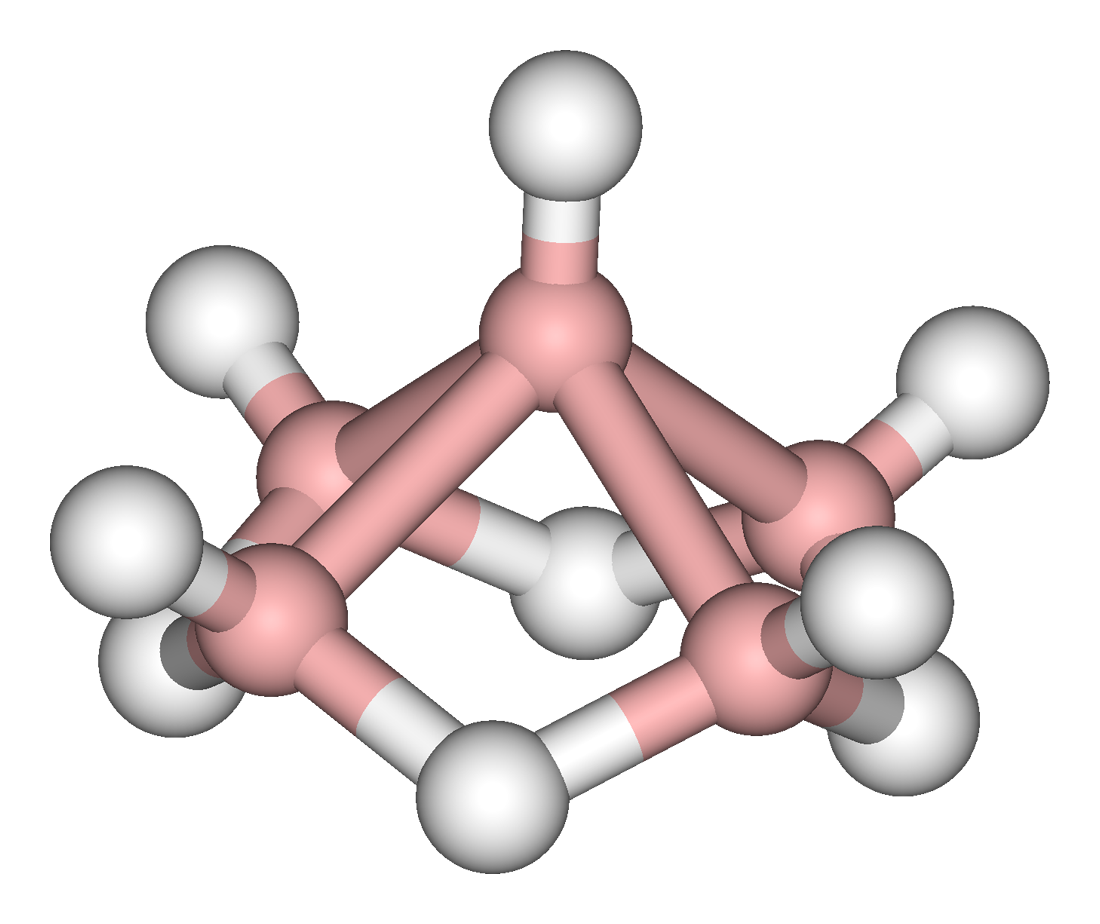
戊硼烷(9) B5H9
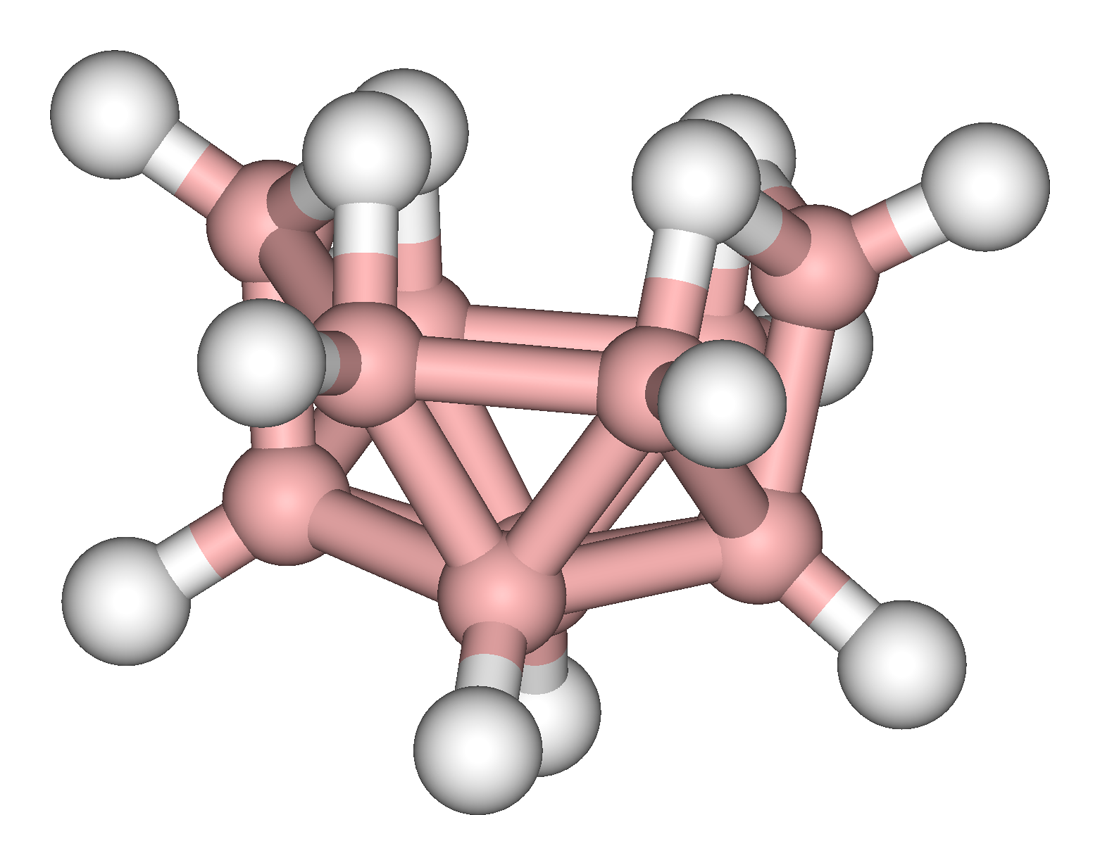
癸硼烷(14) B10H14
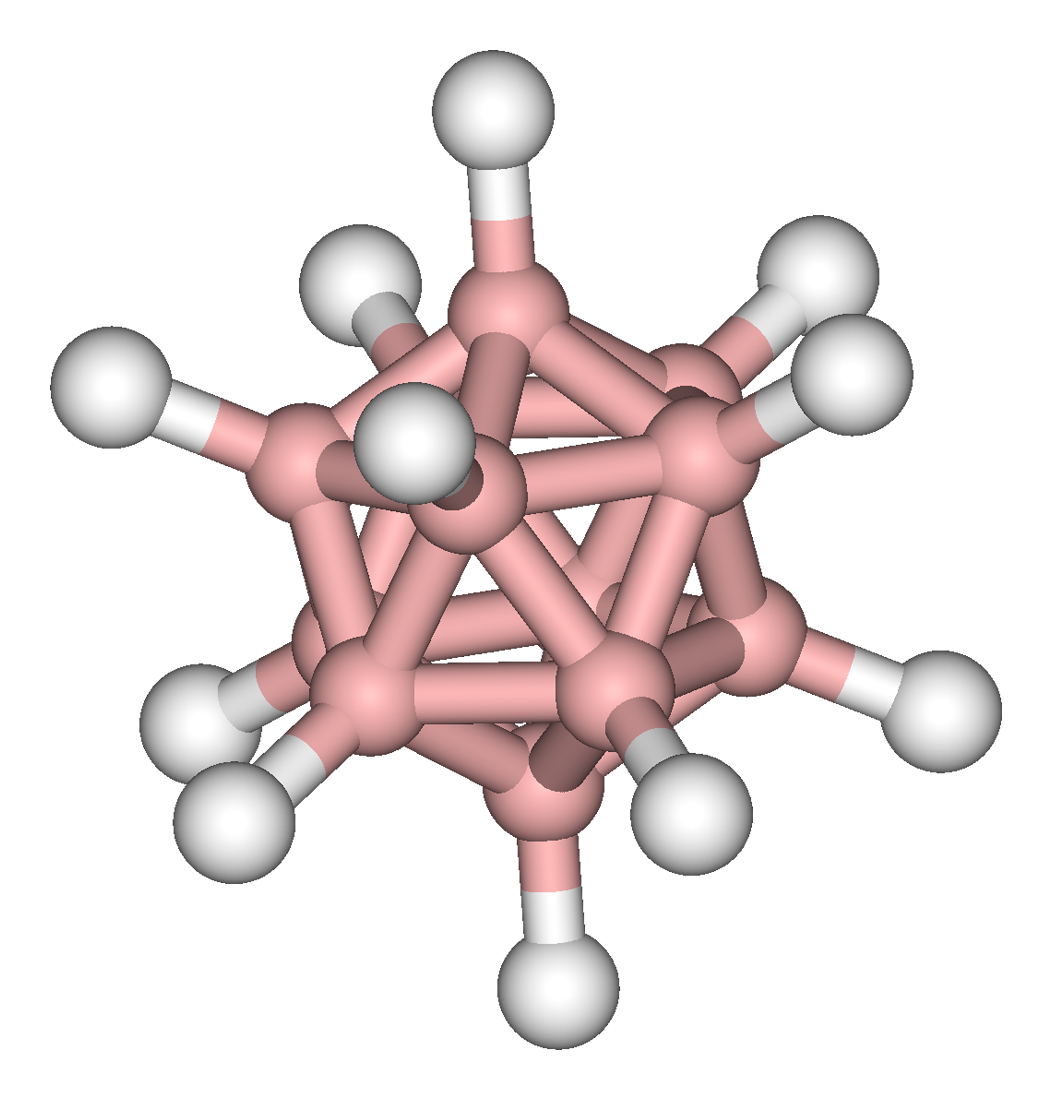
十二氢合十二硼烷根 B12H122−